# Muránska Huta
Muránska Huta – wieś (obec) na Słowacji położona w kraju bańskobystrzyckim, w powiecie Revúca. Pierwsze wzmianki o miejscowości pochodzą z roku 1691.
Według danych z dnia 31 grudnia 2012, wieś zamieszkiwało 199 osób, w tym 102 kobiety i 97 mężczyzn.
W 2001 roku rozkład populacji względem narodowości i przynależności etnicznej wyglądał następująco:
- Słowacy – 94,81%
- Czesi – 0,47%
- Ukraińcy – 0,47%
- Węgrzy – 3,77%

Ze względu na wyznawaną religię struktura mieszkańców kształtowała się w 2001 roku następująco:
- Katolicy rzymscy – 66,98%
- Grekokatolicy – 3,77%
- Ewangelicy – 8,02%
- Prawosławni – 0,47%
- Ateiści – 16,51%
- Nie podano – 2,36%